# Piotr Arsenievitch Smirnov
Pour les articles homonymes, voir Smirnov.
Piotr Arsenievitch Smirnov (en russe : Пётръ Арсеньевичъ Смирновъ ; en russe : Пётр Арсеньевич Смирнов depuis la réforme orthographique de 1917-1918), né le 23 décembre 1830 (calendrier julien)/9 janvier 1831 et mort en 1898, est le fondateur de la société qui produit la vodka  Smirnoff. 

## Biographie

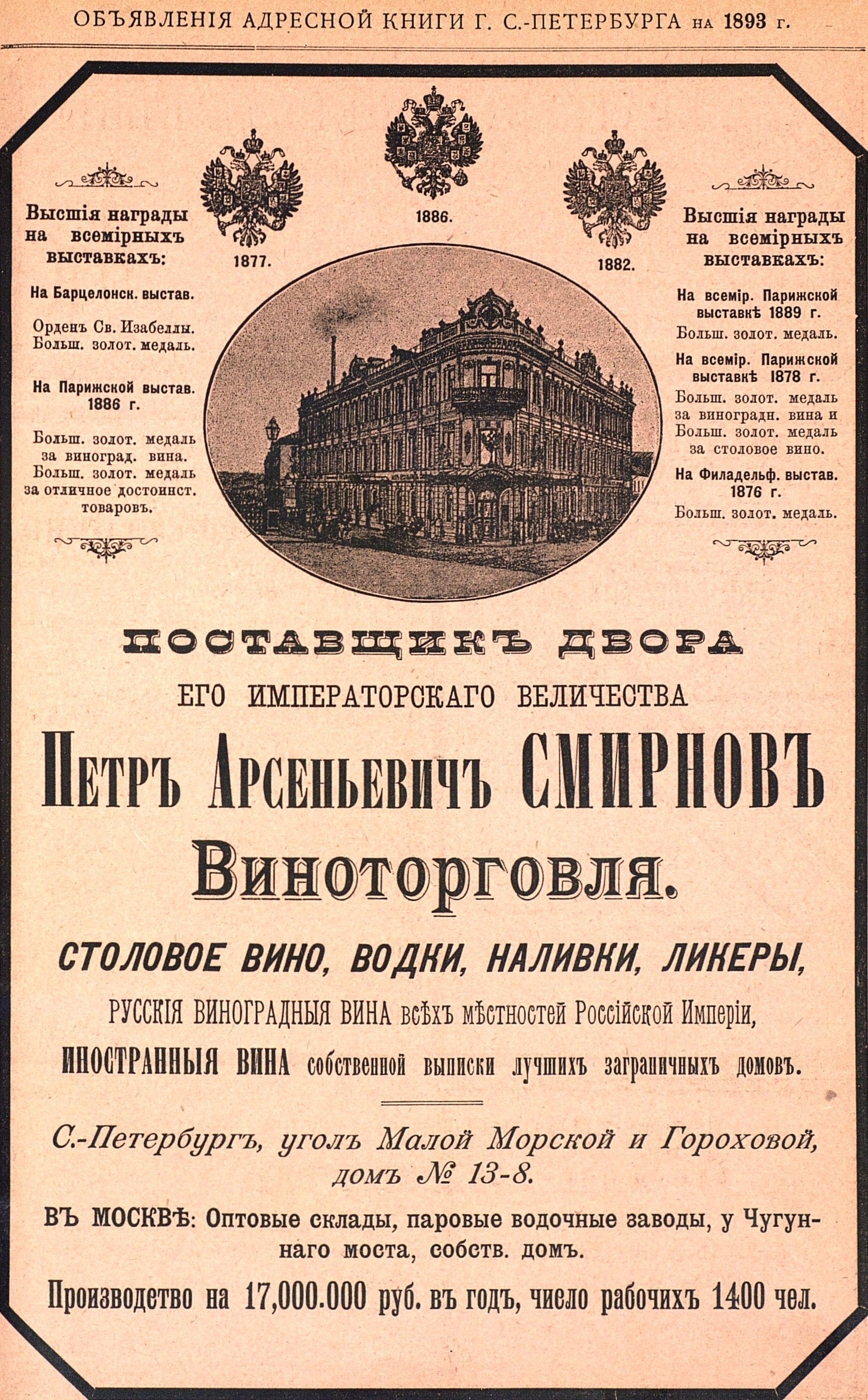

Piotr A. Smirnov est né en 1831, dans une famille nombreuse dans le district de Mychkine, dans l'oblast de Iaroslavl. Un jour, une jeune femme excentrique issue d'une famille de nobles pour le remercier de sa gentillesse, lui offre un ticket de loterie. Ce dernier est gagnant et permet à Piotr de gagner une certaine somme d'argent. La demoiselle tente de récupérer évidemment le billet, mais Piotr Arsenievitch reste ferme et refuse de le lui rendre. Avec cet argent, il achète un magasin de vins et de spiritueux, situé à deux pas de l'ancienne "taverne du tsar" (à présent l'hôtel Baltchoug) et lui permet de se construire un petit capital. Grâce à son travail acharné, son attention pour son affaire et son intérêt pour ses clients, sa petite entreprise fait de très grands progrès en très peu de temps. Par la suite, il ouvre sa propre distillerie, produisant différentes vodkas, liqueurs, etc. L'entreprise au début était minuscule et employait 9 personnes (incluant tous les ouvriers et le fondateur lui-même). 
L'objectif de Smirnov est de créer un produit de haute qualité, pur, fin et bon.

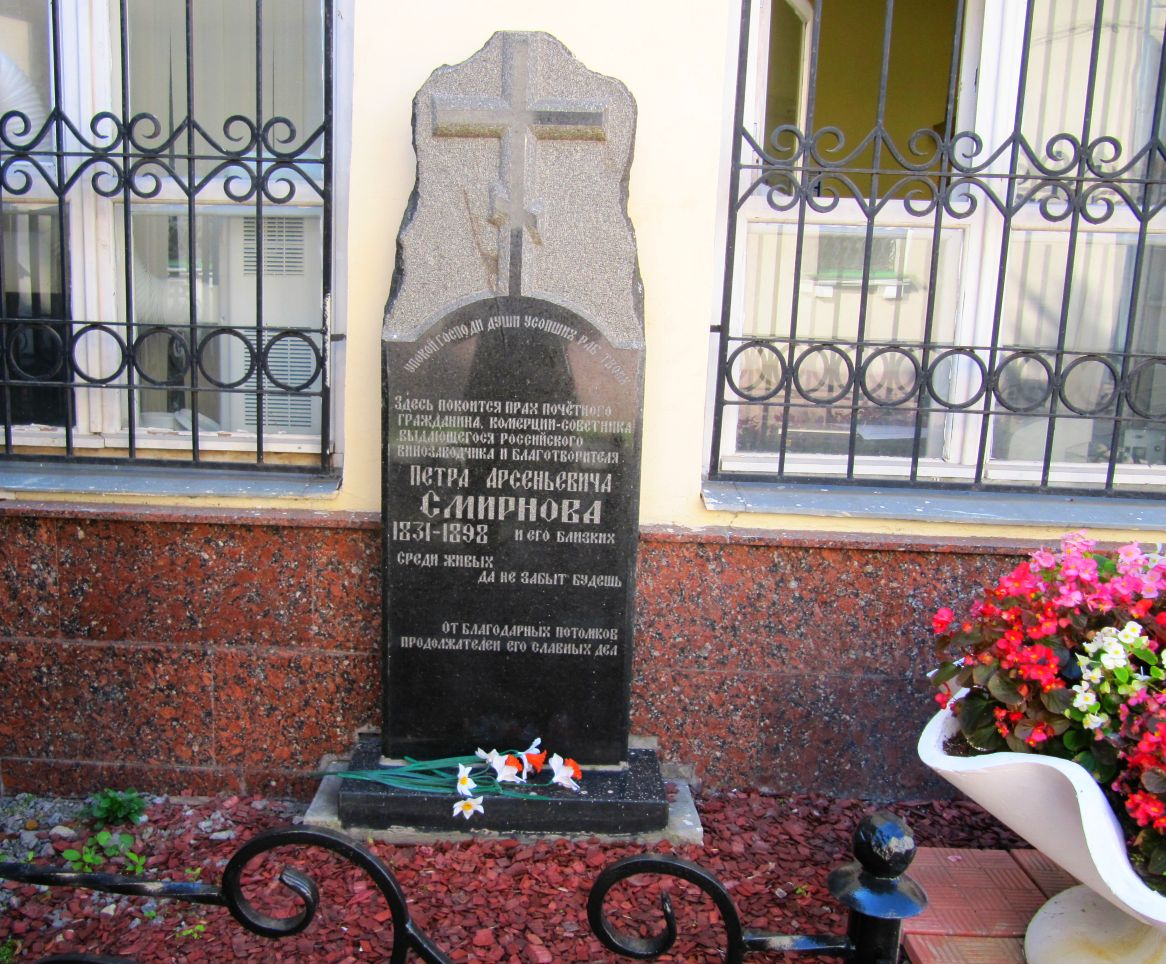
Tombe de Piotr Arsenievitch Smirnov.